# Giuseppe Baresi
Giuseppe Baresi (Travagliato, Provincia de Brescia, 7 de febrero de 1958) es un exfutbolista italiano que se desempeñaba como defensa central. Pasó dieciséis de sus dieciocho años como profesional en el Inter de Milán, club en el que se convirtió en capitán y leyenda, con 559 partidos en total con el equipo nerazzurri, ganó varios títulos a nivel nacional (2 Scudettos, 2 Copas de Italia y una Supercopa de Italia), además de uno a nivel continental, la (Copa de la UEFA), completando así un palmarés bastante respetable. Fue internacional con Italia, con quien disputó una Eurocopa y una Copa del Mundo. Curiosamente, su hermano menor, Franco Baresi, fue también un símbolo del gran rival del Inter, el A. C. Milan y capitán de la selección italiana durante años.
Durante un tiempo trabajó como entrenador de las inferiores y luego como asistente técnico en el Inter.

## Trayectoria
Aunque su hermano no pasó la prueba por su corta estatura, Giuseppe fue adquirido por Inter en su juventud y se convirtió en miembro del sistema juvenil del equipo.
Hizo su debut profesional con el primer equipo en la Copa Italia el 8 de junio de 1977, en una victoria por 1-0 sobre la Juventus durante la temporada 76/77, e hizo su debut en la Serie A la temporada siguiente. Tiempo después en el Nerazzurri llegó a ser capitán entre 1988 y 1992, jugó 392 partidos en Serie A marcando 10 goles, 73 partidos en la Liga de Campeones (1 gol) y 94 partidos en la Copa de Italia (2 goles). Con el Inter ganó dos Scudettos, dos Copas de Italia y una Supercopa de Italia, además una Copa de la UEFA. Baresi es considerado una de las más grandes leyendas del Inter.
Baresi también jugó en el Modena F. C. en la Serie B por un par de temporadas antes de su retiro en 1994 a la edad de 36 años.

## Estilo de juego
Ganador de la pelota trabajador y tenaz, con una excelente capacidad para leer el juego, Baresi fue considerado como uno de los mejores y más versátiles defensores italianos de su generación, ya que era capaz de jugar como lateral, o como centrocampista defensivo, además de su papel natural en el centro del campo, debido a su resistencia.

## Selección nacional
Fue internacional con la selección de fútbol de Italia en 18 ocasiones, aunque no marcó ningún gol. Anteriormente, estuvo activo entre los años 1977 a 1980 en la Selección Sub-21. Debutó el 26 de septiembre de 1979, en un encuentro amistoso ante la selección de Suecia que finalizó con marcador de 1-0 a favor de los italianos. A pesar de ser convocado para las clasificatorias para la Copa Mundial de Fútbol de 1982 por el entrenador Enzo Bearzot, Giuseppe fue excluido de la escuadra final por su hermano Franco; aunque el equipo ganó el trofeo, Franco no hizo una sola aparición durante todo el torneo. Participó en el mundial de México 1986 y en la Eurocopa 1980.

### Participaciones en Copas del Mundo
| Mundial                        | Sede   | Resultado        |
| ------------------------------ | ------ | ---------------- |
| Copa Mundial de Fútbol de 1986 | México | Octavos de final |

### Participaciones en Eurocopa
| Eurocopa      | Sede   | Resultado    |
| ------------- | ------ | ------------ |
| Eurocopa 1980 | Italia | Cuarto lugar |

## Clubes
| Club           | País   | Año       |
| -------------- | ------ | --------- |
| Inter de Milán | Italia | 1977-1992 |
| Modena F. C.   | Italia | 1992-1994 |

## Palmarés

### Campeonatos nacionales
| Título              | Club           | País   | Año     |
| ------------------- | -------------- | ------ | ------- |
| Copa de Italia      | Inter de Milán | Italia | 1977-78 |
| Serie A             | Inter de Milán | Italia | 1979-80 |
| Copa de Italia      | Inter de Milán | Italia | 1981-82 |
| Serie A             | Inter de Milán | Italia | 1988-89 |
| Supercopa de Italia | Inter de Milán | Italia | 1989    |

### Copas internacionales
| Título          | Club           | País   | Año     |
| --------------- | -------------- | ------ | ------- |
| Copa de la UEFA | Inter de Milán | Italia | 1990-91 |

### Distinciones individuales
| Distinción                                             | Año  |
| ------------------------------------------------------ | ---- |
| Premio Nacional a la Carrera Ejemplar «Gaetano Scirea» | 1992 |